# Eneda Tarifa
Eneda Tarifa, algunas veces llamada Eneida Tarifa (Tirana, Albania; 30 de marzo de 1982), es una cantante y presentadora de televisión albanesa. Es conocida por ganar el Top Fest en 2010 y por representar a Albania en Festival de la Canción de Eurovisión 2016 con la canción «Fairytale» tras ganar el Festivali I Këngës 54 con la versión albanesa de la canción, «Përallë». Ya había participado anteriormente en el Festivali I Këngës en 2003 y 2007.

## Carrera

### Primeros años e inicios
Tarifa nació el 30 de marzo de 1982 en Tirana, Albania. Comenzó su carrera en 2001, cuando participó en la tercera edición del Kënga Magjike con una canción titulada "Ika Larg" (Me marché lejos), que tuvo una recepción moderada en aquel festival. 
En el año 2003, participó en la final nacional albanesa para elegir el representante de Albania en el Festival de la Canción de Eurovisión, Festivali I Këngës 42, con «Qendroj» y consiguiendo cualificar para la final. Más tarde, en 2006, participó en el Kenga magjike con «Zjarrit tienden Rreth», logrando el cuarto lugar con 154 puntos y ganando el premio Çesk Zadeja. En su segunda participación en el Festivali I Këngës 46, quedó décima con 11 puntos de «E párr leter». En 2010, Tarifa asistió de nuevo al Kenga magjike con «Zeri im» Antes de ganar el Top fest en 2010 con «Me veten».
Años después, a finales del año 2015 Tarifa gana el Festivali I kenges con la canción "Perralle", que fue traducida al inglés como "Fayritale", con la representó a Albania en el festival de la canción de Eurovisión 2016. Sin embargo, la canción no pasó a la final.
Tres años después, en el 2019, la cantante reaparece en el panorama musical albanés participando nuevamente en el Kënga Magjike con la canción "Ma zgjat doren" (Te extiendo mi mano), compuesta por Flori Mumajesi, con la que logró la victoria.

## Discografía

### Como solista
- (2001) «Ika Larg» (Me marché lejos)
- (2003) «Qendroj» («Quédate»)
- (2006) «Zjarrit tienden Rreth» («Alrededor de su fuego»)
- (2007) «E párr leter» («La primera letra»)
- (2008) «Zeri Im» («Mi voz»)
- (2009) «Nuk te Harroj» («No olvidar»)
- (2009) «Do ta them» («Diré»)
- (2010) «Me Veten» («Conmigo misma»)
- (2010) «Enderrat do ti mar me vete»
- (2016) "Fayritale"
- (2019) "Ma zgjat dorën" (Extiendo mi mano)

### Colaboraciones
- Together, Eneda Tarifa con Jon Tarifa 2015